# Martina Lenzini
Martina Lenzini (Pavullo nel Frignano, 23 juli 1998) is een voetbalspeelster uit Italië. Ze speelt als verdediger voor Juventus FC in de Serie A.

## Clubcarrière
Lenzini begon met voetballen in haar geboorteplaats. In 2013 verhuisde ze naar Olimpia Vignola.
In 2014 voegde ze zich op zestienjarige leeftijd bij Brescia. Ze werd verhuurd aan Immolese. Na haar terugkeer bij Brescia maakte ze in tien competitiewedstrijden haar opwachting en hielp ze de club aan het landskampioenschap in de Serie A. Ook won ze de Coppa Italia en de Supercoppa. Daarnaast maakte ze haar debuut in de Champions League waarin ze met Brescia de kwartfinales wist te behalen.
In 2017 voegde Lenzini zich bij het nieuwe opgerichte Juventus FC. In het debuutseizoen van de club werd ze gelijk landskampioen. In 2028 werd Lenzini verhuurd aan US Sassuolo op eigen verzoek om meer speelminuten te kunnen maken. Uiteindelijk kwam ze drie seizoenen op huurbasis uit voor de club waarin ze in 53 van de 66 competitiewedstrijden in actie kwam. In haar laatste seizoen eindigde ze met Sassuolo op de derde plaats, een punt te weinig voor kwalificatie voor de Champions League. 
In de zomer van 2021 keerde Lenzini terug bij Juventus en wist hier uit te groeien tot basisspeelster in de defensie van de club. Ze kwam in negentien competitiewedstrijden in actie en werd opnieuw landskampioen met de club. Ook werden de Coppa Italia en Suppercopa opnieuw gewonnen en behaalde de club de kwartfinales van de Champions League.
In het volgende seizoen won Lenzini nogmaals de Coppa Italia en de Supercoppa door in beide finales AS Roma te verslaan. Op 12 maart 2025 tekende ze een nieuw contract bij Juventus die haar tot medio 2028 aan de club verbonden houdt.

## Statistieken
| Seizoen | Club        | Land   | Competitie | Wedstrijden | Doelpunten |
| ------- | ----------- | ------ | ---------- | ----------- | ---------- |
| 2015/16 | Brescia     | Italië | Serie A    | 10          | 0          |
| 2016/17 | Brescia     | Italië | Serie A    | 17          | 1          |
| 2017/18 | Juventus FC | Italië | Serie A    | 9           | 0          |
| 2018/19 | US Sassuolo | Italië | Serie A    | 19          | 0          |
| 2019/20 | US Sassuolo | Italië | Serie A    | 15          | 0          |
| 2020/21 | US Sassuolo | Italië | Serie A    | 19          | 0          |
| 2021/22 | Juventus FC | Italië | Serie A    | 19          | 0          |
| 2022/23 | Juventus FC | Italië | Serie A    | 24          | 1          |
| 2023/24 | Juventus FC | Italië | Serie A    | 24          | 0          |
| 2024/25 | Juventus FC | Italië | Serie A    | 16          | 0          |
| Totaal  | Totaal      | Totaal | Totaal     | 172         | 2          |

Laatste update: 10 april 2025

## Interlandcarrière
Lenzini maakte haar debuut voor het Italiaanse nationale team in 2020. Ze kwam in actie op het WK 2023 in Australië en Nieuw-Zeeland. Hier was de groepsfase het eindstation voor Italië na een nederlaag tegen Zuid-Afrika.